# Robert Müller-Alsfeld

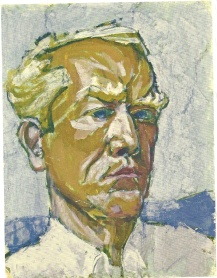
Robert Müller-Alsfeld, Selbstbildnis 1928

Robert Müller (* 2. Oktober 1905 Alsfeld/Hessen; † 1. Mai 1994 ebenda) war Maler und Grafiker sowie Kaufmann. Seine Werke sind dem expressiven Realismus zuzuordnen. Er signierte „RM“, im Spätwerk oft Robert Müller-Alsfeld.

## Leben
Robert Müller wurde als Sohn von Minna, geborene Freundlieb, und Ernst Müller, Schuhmachermeister, in Alsfeld geboren. Seine Vorfahren waren seit 1680 im gleichen Haus ansässig und betrieben immer eine Maßschuhmacherei. Am Ende des 18. Jahrhunderts wurde mit dem Beginn der industriellen Schuhherstellung ein Schuhhandelsgeschäft angeschlossen.
Nach der Grundschule besuchte Robert Müller die Oberrealschule Alsfeld. Bald zeigte sich sein malerisches Talent. Frühe erhaltene Zeichnungen und Aquarelle entstanden während einer Schülerexkursion des 14-Jährigen auf Sylt. Das Erleben der elementaren Naturkräfte bewirkte eine lebenslange Prägung. Früh wurde er Mitglied der Wandervogel-Bewegung, was seine Beobachtungsgabe und Naturliebe förderte.
Der Maler Richard Hölscher (1867–1943), in Alsfeld geboren und Freund seiner Eltern, bescheinigte ihm am Ende der Schulzeit künstlerisches Talent. Er riet dem Schüler zu einer künstlerischen Ausbildung.

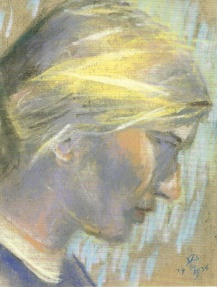
Gertrud 1936

Im Jahr 1923 begann er das Studium an der Kunstgewerbeschule Offenbach am Main, besuchte Abendkurse am Städelschen Institut, Frankfurt am Main und erweiterte seine Grundlagen für Malerei, Grafik, Holz- und Linolschnitte.
- Im Dezember 1924 wurden seine Hoffnungen auf einen Studienabschluss durch den plötzlichen Tod seines Vaters und die dadurch entstandene wirtschaftliche Situation in schwierigen Zeiten zunichtegemacht. Er sah sich gezwungen, das Studium abzubrechen.
- 1926–1928 absolvierte er eine Kaufmannslehre bei den Chassala-Schuhfabriken in Kassel.
- 1928–1929 nahm er neben der inzwischen aufgenommenen kaufmännischen Tätigkeit in Hamburg privaten Mal- und Zeichenunterricht beim Maler Wilhelm Danneboom (1894–1963). Bei ihm setzte er sich mit figürlichem Gestalten und dem Porträt auseinander.
- 1934 Heirat mit Gertrud geb. Kuhlmann, Darmstadt, Seminarlehrerin für Technik der künstlerischen Textil-Gestaltung
- 1936 und 1939 Geburt der Töchter Gisela und Helga
- 1937 Übernahme des Geschäftes der Mutter
- 1939–1945 Wehrdienst, u. a. an Frankreichs Atlantikküste bei Cazaux (Düne Pilat) und in der ungarischen Puszta

Auch während des Krieges verschaffte ihm das Zeichnen und Aquarellieren, die Auseinandersetzung mit der Eigenart großartiger fremder Landschaften Ablenkung vom Militärdienst fern der Familie. Es entstanden kleinformatige Arbeiten, oft in der Größe eines Feldpostbriefes, als Nachricht und Lebenszeichen für die Familie daheim.
1945 Heimkehr aus Kriegsgefangenschaft

## Aufbruch 1945
Robert Müller war Gründungsmitglied der „Arbeitsgemeinschaft bildender Künstler Alsfeld-Lauterbach-Willingshausen“.
Nach Krieg und Vertreibung, Zerstörung der Großstädte, oft mit Verlust von Wohnung, Atelier und dem gesamten künstlerischen Werk, fanden viele Künstler im ländlichen Raum Vogelsberg- und Schwalmgebiet ersten Unterschlupf und teilweise auch eine neue Heimat.
Neben dem Kampf ums Überleben im Alltag bestand großes Verlangen nach gemeinsamem künstlerischem Austausch und Neuanfang der heimischen und neu hinzugekommenen Künstler.
Dem Kreis gehörten u. a. an: Erich Krantz (Bauhaus Weimar), Friedrich Kunitzer (Kunstakademie Krakau), Rudolf Karasek (Akademie der bildenden Künste Prag),
Kurt Albin Bechstedt (Kunstgewerbeschule Barmen), Gert Böhme (Staatliche Kunsthochschule Berlin), Henner Knauf (Vereinigte Staatsschule Berlin-Charlottenburg), Karl Ortelt (Kunsthochschule Weimar) Ewald-Christian Tergreve (Staatliche Kunstgewerbeschule, Vereinigte Staatsschulen für bildende Kunst Berlin), Georg Bonn (Städel-Hochschule Frankfurt/Main), Fritz Eisel (Kunsthochschule Weimar, später Direktor der HFBK Dresden), Wilhelm Zastrow (Vereinigte freie Staatsschulen für freie und angewandte Kunst Berlin), Karl Weitzel. Viele Künstler-Freundschaften entstehen.

## Ausstellungen und Mitgliedschaften
Im Jahr 1946 kam es zur ersten Gruppenausstellung im Hohhaus-Museum Lauterbach und anschließend in der Schule Alsfeld. Das Ausstellerverzeichnis trägt den erforderlichen Kontrollvermerk: With special permission of information Control Division Fulda (Ausstellungsgenehmigung der Militärbehörde Fulda).
Schon 1947 und 1948 erfolgten weitere Gruppenausstellungen im Hohhaus-Museum Lauterbach und in Alsfeld.

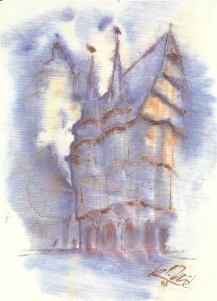
Im Morgenlicht – Rathaus Alsfeld 1976

### Mitgliedschaften
- 1947 Mitgliedschaft im Berufsverband bildender Künstler
- 1967 Mitglied im Marburger Künstlerkreis-Kunstverein e.V. mit Einzelausstellungen 1968 und 1975, sowie Beteiligung an vielen Gruppenausstellungen
- 1969 Mitglied „Fuldaer Künstler“, Beteiligung an Gruppenausstellungen.
- 1974 Gruppenausstellung „Nordhessischer Künstler“ in der Galerie für Handwerk und Kunst, Kassel
- 1979 Kunstpreis Prix du Jumelage Chaville/Paris
- 1985 Einzelausstellung im Schloss Fulda.

Künstlerfreundschaft mit Prof. Ferdinand Lammeyer, Fulda und Bischofsheim/Rhön, früher Städel-Direktor, Frankfurt am Main.
Müller-Alsfeld war auch Mitglied der Vereinigung Malerstübchen Willingshausen.

### Weitere Einzelausstellungen
- Regionalmuseum Alsfeld,
- Hohhaus-Museum Lauterbach/Hessen,
- Akademie am Meer Klappholttal/Sylt,
- UBS/SBG-Bank Leukerbad/Schweiz,
- Kurhotel Bad-Pyrmont,
- Galerie Bastian Glückstadt,
- Galerie Plänsdorf Hamburg.

- 1995 Gedächtnisausstellung im Regionalmuseum Alsfeld,
- 2006 Villa Svea, Hjo/Schweden,
- 2007 Weimar, Stadtbücherei.

Ein immer wiederkehrendes Thema seines künstlerischen Schaffens ist die Auseinandersetzung mit den Kräften der Elemente Feuer, Wasser, Luft und Erde, welche nach seinen Worten inspirieren „Unsichtbares sichtbar zu gestalten“.
Während seiner ausgedehnten Malreisen in den Norden mit Island und den Lofoten, den Alpenraum und in südeuropäische Länder, fand er im Rahmen seiner realistischen Schaffensmethode Anregung zu einer abstrahierten künstlerischen Formensprache, in verschiedenen Mal- und Zeichentechniken.

## Werke
Der künstlerische Nachlass umfasst über 800 Werke;
Werke im öffentlichen Besitz, durch Ankäufe:
- Staatliches Hochbauamt Marburg u. Hess. Minister für Finanzen,
- Vogelsbergkreis,
- Staatsbauamt Gießen/Oberfinanzdirektion Frankfurt,
- Museum der Schwalm,
- Kunstkabinett, Schwalmstadt-Ziegenhain,
- Kreissparkasse Alsfeld (jetzt: Sparkasse Oberhessen),
- Regionalmuseum Alsfeld (Schenkung).

Viele Werke sind in Privatbesitz. Eine Bilderauswahl ist unten unter „Weblinks“ zu sehen.

## Kataloge und Literatur
- Sieglinde Platz: Robert Müller-Alsfeld 1905–1994. 2005, ISBN 3-927284-38-6.
- Carola Runge: Im Kunstkabinett. In: Schwälmer Jahrbuch. 1984, S. 153–159.
- Paul Schmaling: Künstlerlexikon Hessen-Kassel 1777–2000. 2001, ISBN 3-934377-96-3 und Ergänzungsband.
- Valentin Thenner: Müller-Alsfeld. Katalog. 1975.
- Rainer Zimmermann: 25 Jahre Marburger Künstlerkreis. Dokumentation der Gruppenausstellung. 1978.
- Jürgen Wollmann: Die Willingshäuser Malerkolonie und die Malerkolonie Kleinsasse. 1992, ISBN 3-925665-16-1.
- Rainer Zimmermann: Marburger Maler malen Hessen. Marburger Künstlerkreis-Kunstverein (Hrsg.): 1972.